# الحلصة (العدين)

تعديل مصدري - تعديل

الحلصة محلة تابعة لقرية الزرة، التابعة لعزلة عردن بمديرية العدين إحدى مديريات محافظة إب في الجمهورية اليمنية، بلغ تعداد سكانها 147 حسب تعداد اليمن لعام 2004.